# Eriolarynx
Eriolarynx ist eine Pflanzengattung aus der Familie der Nachtschattengewächse (Solanaceae). Sie besteht aus vier Arten, die in Argentinien und Bolivien verbreitet sind.

## Beschreibung

### Vegetative Merkmale
Die Eriolarynx-Arten sind 0,5 bis 2 m hohe Sträucher, deren Sprossachse mit 15 bis 20 mm langen Stacheln besetzt sind oder kleine Bäume von 5 bis 7 m Höhe und einem Stammdurchmesser von 0,2 bis 0,5 m. Die Blattspreiten der Laubblätter sind breit oder eng eiförmig, unbehaart, kahl werdend, fein oder filzig behaart. Die Trichome sind einfach und aus einer bis fünf Zellen bestehend oder drüsig und aus einem zwei bis vierzelligen Stiel und einem einzelligen oder mit einem, aus 8 bis 20 Zellen bestehenden, vielzelligen Kopf versehen. Die Blattspreite ist entweder (6,5) 9 bis 16 (24) cm lang oder nur (1,8) 3 bis 7 (10) cm lang. Die Blattstiele haben eine Länge von (2) 7 bis 12 (16) mm.

### Blüten
Die Blüten stehen einzeln oder in Gruppen aus zwei bis vier in den Achseln. Sie sind hängend, nicht riechend, zum Teil sehr auffallend. Die Blattstiele sind meist fein behaart oder fast unbehaart, gebogen und (9) 15 bis 32 mm lang. Der Kelch ist in der Knospe zunächst urnenförmig, später glockenförmig, fünfzipfelig oder kurz fünflappig, 5 bis 7 mm lang. Die Krone ist glockenförmig-radförmig oder fast trichterförmig-radförmig und fünflappig. Die Kronlappen sind breiter als lang, oder auch länger als breit. Die Kronröhre ist 1,5 bis 2 (3) Mal länger als die Kronlappen, insgesamt beträgt die Länge (9) 11 bis 26 (34) mm. Die Außenseite der Krone ist violett gefärbt, die Innenseite ist weißlich mit grünlichen Punkten oder einfarbig lila-violett oder blau-violett.
Leicht über dem Ansatzpunkt der Staubfäden befindet sich ein etwa 2 mm breiter Streifen, der dicht mit Trichomen besetzt ist. Die Staubbeutel sind an der Rückseite der Basis fixiert, (1,6) 2 bis 4 (4,6) mm lang und 1/2 oder 1/3 so lang wie die Staubfäden. Diese sind ungleich lang, unbehaart und am Ansatzpunkt nahe der Kronenbasis verbreitert. Die Pollenkörner sind tricolporat (mit drei zusammengesetzten Keimöffnungen versehen) und etwa 24 bis 25 µm groß.
Der Fruchtknoten ist birnenförmig, die Nektarien darin eingeschlossen, gut ausgeprägt und leicht hervorstehend. Der Griffel steht terminal, die sehr kurze Narbe ist sattelförmig, eingedrückt, kaum zweilappig, feucht und einzellig papillös.

### Früchte und Samen
Die Früchte sind kugelförmige oder beinahe kugelförmige Beeren mit einem Durchmesser von 9 bis 15 mm, sie enthalten eine Vielzahl an Samen. Das Perikarp ist saftig, mit der Plazenta verwachsen, gelblich und reichlich mit Steinzellen versetzt. Der sich auf 15 mm vergrößernde Kelch umhüllt teilweise oder fast komplett die Beere. Die Samen sind nierenförmig, stark eingedrückt und etwa 2 mm lang, das Embryo ist gebogen oder kreisförmig gebogen, die Keimblätter sind beinahe so lang wie das restliche Embryo. Endosperm ist eher reichlich ausgeprägt.

### Sonstige Merkmale
Die Basischromosomenzahl ist {\displaystyle x=12}.

## Vorkommen
Die beiden baumartig wachsenden Arten Eriolarynx lorentzii und Eriolarynx iochromoides kommen in den subtropischen Nebelwäldern der Sierra de Aconquija im nordwestlichen Argentinien in Höhen zwischen 1.000 und 2.000 m vor. Die als Strauch wachsende Art Eriolarynx fasciculata wächst an trockenen, steinigen Hängen der bolivianischen Anden zwischen 2.000 und 3.000 m Höhe.

## Systematik
Die Gattung besteht aus vier Arten:
- Eriolarynx australis (Griseb.) J.M.H.Shaw: Sie kommt von Bolivien bis ins nordwestliche Argentinien vor.[1]
- Eriolarynx fasciculata (Miers) Hunz.: Sie kommt in Bolivien vor.[1]
- Eriolarynx iochromoides (Hunz.) Hunz.: Sie kommt im nordwestlichen Argentinien vor.[1]
- Eriolarynx lorentzii (Dammer) Hunz.: Sie kommt im nordwestlichen Argentinien vor.[1]

Die Typusart der Gattung ist Eriolarynx lorentzii.